# Эта Близнецов
Эта Близнецов (η Gem / η Geminorum) — тройная звезда в созвездии Близнецов. Имеет традиционное название Пропус, что означает «передняя нога» (или «ступня передней ноги») на латинском (Propus и Praepes).
Эта Близнецов A является спектроскопической двойной звездой.